# Wood Enderby
Wood Enderby – wieś i civil parish w Anglii, w Lincolnshire, w dystrykcie East Lindsey. W 2011 civil parish liczyła 186 mieszkańców. Wood Enderby jest wspomniana w Domesday Book (1086) jako Endrebi.